# Fynn Großmann
Fynn Jannis Großmann (* 1992 in Berlin) ist ein deutscher Jazzmusiker (Saxophon, Oboe, auch Fagott, Kontrabass, Komposition), der Rondo zufolge eine „reizvolle neue Stimme im deutschen Gegenwartsjazz“ ist.

## Leben und Wirken
Großmann wuchs in Flensburg auf. Er studierte Komposition, Saxophon, Oboe und später auch Kontrabass an der Hochschule für Musik, Theater und Medien Hannover (bis zum Bachelor) und an der Hochschule für Musik und Theater Hamburg bei Wolf Kerschek, Rainer Tempel, Fiete Felsch, Hayden Chisholm, Phil Donkin, Thomas Rohde und Xiaoyong Chen. Er besuchte Masterclasses bei Peter Weniger, Bob Mintzer, Nils Wogram, John Patitucci, Jiggs Whigham, Fred Hersch, Julia Hülsmann, Lutz Krajenski, Lutz Büchner, Sebastian Sternal, Hans-Joachim Hespos und Helmut Lachenmann.
Großmann gründete ein eigenes Quintett mit dem Saxophonisten Phillip Dornbusch, dem Pianisten Marko Djurdjevic, der Bassistin Clara Däubler und Schlagzeuger Johannes Metzger. Mit dieser Band wurde er 2017 mit dem Jazzpreis Hannover und dem Jungen Münchner Jazzpreis ausgezeichnet. 2019 veröffentlichte er mit seinem Quintett das Album Halbwahrheiten bei NWOG–Records, auf dem die Musiker „höchst anspruchsvolle, komplex strukturierte Kompositionen zwischen Spielformen des modernen Jazz und feinster Kammermusik ungemein luftig und leicht tönen … lassen“; 2021 folgte die EP Sketch of a Pyramid. Seit ihrer Gründung 2016 leitete er in Hannover die Jazz-Bigband TonBand, für die er auch komponierte und die das Album Hamsterrad veröffentlichte. Er spielt zudem beim Polizeiorchester Niedersachsen unter Leitung von Thomas Boger und hat einen Lehrauftrag für Saxophon an der Europa-Universität Flensburg.